# 裨灶
裨灶，春秋时期郑国大夫，占星师。俞樾、张澍、朱骏声认为他和裨諶是同一人。
前545年（周灵王二十七年、鲁襄公二十八年、楚康王十五年、郑简公二十一年）裨灶对郑国当国子展说：“今年周天子和楚王都将死去。岁星越过了今年应在的星次（星纪），而向北运行在明年应在的星次（玄枵）上，要危害鸟身（鹑火，柳宿、星宿、张宿之分野周）、鸟尾（帑，鹑尾，翼宿、轸宿之分野楚），周朝和楚国要受灾祸。”同年十二月，周灵王和楚康王相继去世。
前554年（周灵王十八年、鲁襄公十九年、郑简公十二年），公孙虿去世以后，将安葬时，公孙挥和裨灶早晨商量丧事。他们路过良霄家时，看见门上长了狗尾草，公孙挥说：“那狗尾巴草还在吗？”当时岁星在降娄，降娄星在中天，天就亮了。裨灶指着降娄星，说：“还可以等岁星绕一周，不过活不到岁星再回到这个位置就是了。”等到前543年（周景王二年、鲁襄公三十年、郑简公二十三年），良霄被杀，岁星正在娵訾的之口，明年才能到达降娄。
前533年（周景王十二年、鲁昭公九年、楚灵王八年、陈惠公元年、郑简公三十三年）四月，陈国发生火灾。裨灶说：“五年后陈国将会复国，复国五十二年后被灭亡。”子产问缘故。裨灶回答：“陈国隶属于水；火，与水相配，是楚国所主治。现在大火星出现，陈国发生火灾，是驱逐楚国而建立陈国。阴阳五行配合得五而成，所以说五年。岁星过五年到达鹑火，然后陈国最终灭亡，楚国战胜而占有，是上天之道，说是五十二年。” 结果陈国前529年复国，最终前478年灭亡。
前532年（周景王十三年、鲁昭公十年、晋平公二十六年、齐景公十六年、郑简公三十四年）正月，有一颗星出现在婺女宿。裨灶对子产说：“七月初三日，晋国国君将要死去。现在岁星在玄枵，姜氏（齐国）、任氏（薛国）保有其分野，婺女宿正当玄枵的首位，而有了妖星在这里出现，预告灾祸将要归于邑姜。邑姜，是晋国的先妣。上天用七记数，七月初三日，是逢公的死日，妖星就在此时出现，我是用它占卜而知道。”同年七月初三日，晋平公去世。
前525年（周景王二十年、鲁昭公十七年、宋元公七年、卫灵公十年、陈惠公九年、郑定公五年）冬，彗星在大火星（心宿）旁边出现，彗尾光芒西达银河。裨灶说：“宋国、卫国、陈国、郑国四国将要在同一天发生火灾。”鲁国的申须和梓慎也有相同的观点。裨灶对子产说：“如果我国用瓘斝、玉瓒祭神，郑国一定不发生火灾。”子产不同意。
前524年（周景王二十一年、鲁昭公十八年、宋元公八年、卫灵公十一年、陈惠公十年、郑定公六年）五月，大火星开始在黄昏出现。五月初七、初九、十三日，风越刮越大。十三日，宋国、卫国、陈国、郑国都发生火灾。几天以后，四国都来报告火灾。裨灶说：“不采纳我的意见，郑国还要发生火灾。”郑国人请求采纳他的意见，子产还是不同意。子太叔说：“宝物是用来保民的。如果有了火灾，国家差不多会灭亡。可以挽救灭亡，叔父还爱什么？”子产说：“天道远，人道近，两不相关。何由天道而知人道？裨灶哪懂天道？他的话多了，难道不会偶尔说中？”于是就不给。后来也没有再发生火灾。
《汉书·古今人表》将他列为中中第五等，北宋大观三年（1109年）封裨灶为荥阳伯。